# Hemicephalis paulina
Hemicephalis paulina är en fjärilsart som beskrevs av Druce 1889. Hemicephalis paulina ingår i släktet Hemicephalis och familjen nattflyn. Inga underarter finns listade i Catalogue of Life.